# Calceolaria barbata
Calceolaria barbata är en toffelblomsväxtart som beskrevs av U. Molau. Calceolaria barbata ingår i släktet toffelblommor, och familjen toffelblomsväxter. Inga underarter finns listade i Catalogue of Life.